# Jaxson Hayes
Jaxson Reed Hayes (Norman, 23 maggio 2000) è un cestista statunitense, di ruolo centro e ala grande, professionista nella NBA con i L.A. Lakers e nella NBA G League.

## Biografia
È figlio di Jonathan Hayes, ex professionista nella National Football League (NFL).
Il 28 Luglio 2021 viene arrestato per violenza domestica nei confronti della sua ragazza e per aver aggredito un poliziotto. Verrà condannato poi dalla polizia di Los Angeles a 3 anni di libertà vigilata e 450 ore di servizi socialmente utili.

## Caratteristiche tecniche
Di ruolo ala grande, può giocare anche da centro; è dotato di grande atletismo ed è pericoloso sotto canestro. Dotato di buone mani è anche un buon difensore.

## Carriera

### NBA
Dopo essersi dichiarato eleggibile per il Draft NBA 2019, viene selezionato come 8ª scelta dagli Atlanta Hawks; viene poi girato ai New Orleans Pelicans assieme a Nickeil Alexander-Walker (17ª scelta) e Marcos Louzada Silva (35ª scelta), nell'ambito dello scambio che include il passaggio di Anthony Davis ai Los Angeles Lakers.
Debutta in NBA il 29 ottobre 2019 nella sconfitta per 134-123 contro i Golden State Warriors, realizzando 19 punti e stoppando in un'occasione la stella avversaria Steph Curry.

## Statistiche
| † | Denota una stagione in cui ha vinto il titolo |

### NCAA
| Anno       | Squadra         | PG | PT | MP   | TC%  | 3P% | TL%  | RP  | AP  | PRP | SP  | PP   |
| ---------- | --------------- | -- | -- | ---- | ---- | --- | ---- | --- | --- | --- | --- | ---- |
| 2018-2019† | Texas Longhorns | 32 | 21 | 23,3 | 72,8 | -   | 74,0 | 5,0 | 0,3 | 0,6 | 2,2 | 10,0 |
| Carriera   | Carriera        | 32 | 21 | 23,3 | 72,8 | -   | 74,0 | 5,0 | 0,3 | 0,6 | 2,2 | 10,0 |

#### Massimi in carriera
- Massimo di punti: 19 vs Texas Christian (9 marzo 2019)[7]
- Massimo di rimbalzi: 11 vs Kansas State (2 gennaio 2019)
- Massimo di assist: 1 (9 volte)
- Massimo di palle rubate: 3 vs Michigan State (23 novembre 2018)
- Massimo di stoppate: 6 vs Oklahoma (23 febbraio 2019)
- Massimo di minuti giocati: 32 (3 volte)

### NBA

#### Regular Season
| Anno      | Squadra       | PG  | PT | MP   | TC%  | 3P%  | TL%  | RP  | AP  | PRP | SP  | PP  |
| --------- | ------------- | --- | -- | ---- | ---- | ---- | ---- | --- | --- | --- | --- | --- |
| 2019-2020 | N.O. Pelicans | 64  | 14 | 16,9 | 67,2 | 25,0 | 64,7 | 4,0 | 0,9 | 0,4 | 0,9 | 7,4 |
| 2020-2021 | N.O. Pelicans | 60  | 3  | 16,1 | 62,5 | 42,9 | 77,5 | 4,3 | 0,6 | 0,4 | 0,6 | 7,5 |
| 2021-2022 | N.O. Pelicans | 70  | 28 | 20,0 | 61,6 | 35,1 | 76,6 | 4,5 | 0,6 | 0,5 | 0,8 | 9,3 |
| 2022-2023 | N.O. Pelicans | 47  | 2  | 13,0 | 55,1 | 10,3 | 69,9 | 2,8 | 0,7 | 0,4 | 0,4 | 5,0 |
| 2023-2024 | L.A. Lakers   | 70  | 5  | 12,5 | 72,0 | 0,0  | 62,2 | 3,0 | 0,5 | 0,5 | 0,4 | 4,3 |
| 2024-2025 | L.A. Lakers   | 56  | 35 | 19,5 | 72,2 | 0,0  | 62,2 | 4,8 | 1,0 | 0,6 | 0,9 | 6,8 |
| Carriera  | Carriera      | 367 | 87 | 16,4 | 64,9 | 26,1 | 69,6 | 3,9 | 0,7 | 0,5 | 0,7 | 6,8 |

#### Play-off
| Anno     | Squadra       | PG | PT | MP   | TC%  | 3P% | TL%  | RP  | AP  | PRP | SP  | PP  |
| -------- | ------------- | -- | -- | ---- | ---- | --- | ---- | --- | --- | --- | --- | --- |
| 2022     | N.O. Pelicans | 6  | 6  | 13,8 | 56,0 | 0,0 | 63,6 | 2,5 | 0,2 | 0,0 | 0,3 | 5,8 |
| 2024     | L.A. Lakers   | 4  | 0  | 6,0  | 0,0  | -   | 50,0 | 3,0 | 0,3 | 0,0 | 0,0 | 0,3 |
| 2025     | L.A. Lakers   | 4  | 4  | 7,8  | 37,5 | -   | 50,0 | 2,0 | 0,3 | 0,0 | 0,3 | 1,8 |
| Carriera | Carriera      | 14 | 10 | 9,9  | 48,6 | 0,0 | 60,0 | 2,5 | 0,2 | 0,0 | 0,2 | 3,1 |

#### Massimi in carriera
- Massimo di punti: 23 (2 volte)[8]
- Massimo di rimbalzi: 12 (3 volte)
- Massimo di assist: 4 (3 volte)
- Massimo di palle rubate: 4 vs Sacramento Kings (5 febbraio 2019)
- Massimo di stoppate: 6 vs Charlotte Hornets (9 maggio 2021)
- Massimo di minuti giocati: 38 vs Atlanta Hawks (20 marzo 2022)

### G League
| Anno      | Squadra        | PG | PT | MP   | TC%  | 3P%  | TL%  | RP  | AP  | PRP | SP  | PP   |
| --------- | -------------- | -- | -- | ---- | ---- | ---- | ---- | --- | --- | --- | --- | ---- |
| 2021-2022 | Birm. Squadron | 2  | 2  | 36,1 | 41,9 | 15,4 | 83,3 | 9,5 | 2,0 | 1,5 | 5,0 | 23,5 |
| Carriera  | Carriera       | 2  | 2  | 36,1 | 41,9 | 15,4 | 83,3 | 9,5 | 2,0 | 1,5 | 5,0 | 23,5 |

## Palmarès
- Campione NIT (2019)
- NBA In-Season Tournament: 1

Los Angeles Lakers: 2023